# Reprezentacja Niemiec w futbolu amerykańskim mężczyzn
Reprezentacja Niemiec w futbolu amerykańskim – reprezentuje Niemcy w rozgrywkach międzynarodowych w futbolu amerykańskim. Za jej funkcjonowanie odpowiedzialny jest związek AFVD. 

## Osiągnięcia na Mistrzostwach Europy
- 1983 :  3. miejsce
- 1985 :  3. miejsce
- 1987 :  2. miejsce
- 1989 :  3. miejsce
- 1991 : nie zakwalifikowała się
- 1993 :  3. miejsce
- 1995 : nie uczestniczyła
- 1997 : nie zakwalifikowała się
- 2000 :  2. miejsce
- 2001 :  1. miejsce
- 2005 :  2. miejsce
- 2010 :  1. miejsce
- 2014 :  1. miejsce
- 2018: nie uczestniczyła

## Osiągnięcia na Mistrzostwach świata
- 1999 : nie uczestniczyła
- 2003 :  3. miejsce
- 2007 :  3. miejsce
- 2011 : 5. miejsce
- 2015 : nie uczestniczyła

## Osiągnięcia na World Games
- 2005 :   1. miejsce
- 2017 :  2. miejsce